# 音楽文化創造
公益財団法人音楽文化創造（おんがくぶんかそうぞう、英: Foundation for Promotion of Music Education & Culture）は、音楽に関する文化活動を振興するとともに、生涯学習の一環としての音楽学習の活性化を図ることを目的とした公益財団法人である。

## 概要
公益財団法人音楽文化創造は、1994年に制定された「音楽文化の振興のための学習環境の整備等に関する法律」の目的達成に向けて設立された。音楽を通じて明るく豊かで平和な社会の実現を目指し、地域の音楽活動のサポートや、世代・音楽ジャンルを越えた音楽指導、コーディネートを通じて自治体・各音楽関係団体ともネットワーク創りを推進している。
主催する主な公益事業として、 地域音楽コーディネーターの養成講座・資格認定や、生涯学習音楽指導員の養成、「国際音楽の日」におけるコンサートやフォーラムなどの記念事業などがある。

## 事業内容
- 音楽に関する国内外の協議会、講習会等の開催及びその開催のための協力
- 「国際音楽の日」理念の普及と推進
- 音楽学習に関する人材育成プログラムの開発及び実施
- 音楽に関する学習成果の評価システムの開発、実施
- 音楽に関する調査研究並びに情報の収集と発信